# 3 Grupa Artylerii
3 Grupa Artylerii (3 GA) – oddziały i pododdziały artylerii organicznej wielkich jednostek piechoty i kawalerii oraz artylerii Odwodu Naczelnego Wodza  stacjonujące na terenie Okręgu Korpusu Nr III i podporządkowane Dowództwu 3 Grupy Artylerii.
3 Grupa Artylerii została utworzona w terminie do 15 stycznia 1929 r. na podstawie rozkazu L. 1019/Org. ministra spraw wojskowych z dnia 31 grudnia 1928 r. Proces formowania grupy zakończony został w marcu tego roku. Dowództwo grupy powstało na bazie dotychczasowego 3 Okręgowego Szefostwa Artylerii.

## Organizacja 3 Grupy Artylerii w 1939
Dowództwo 3 Grupy Artylerii w Grodnie
Artyleria ONW:
- 3 pułk artylerii ciężkiej w Wilnie
- 2 bateria pomiarów artylerii w Wilnie

Artyleria wielkich jednostek:
- 1 pułk artylerii lekkiej Legionów w Wilnie
- 19 pułk artylerii lekkiej w Nowowilejce (II dywizjon w Mołodecznie, III dywizjon w Lidzie)
- 29 pułk artylerii lekkiej w Grodnie (I dywizjon w Suwałkach)
- 3 dywizjon artylerii konnej w Podbrodziu
- 4 dywizjon artylerii konnej w Suwałkach
- 14 dywizjon artylerii konnej w Białymstoku
- 33 Wileński dywizjon artylerii lekkiej w Wilnie
- (bateria) dywizjon artylerii lekkiej KOP „Osowiec” z Centralnej Szkoły Podoficerskiej KOP w Osowcu

## Dowódcy grupy
- płk art. Witold Roszkowski (III[1] – † 31 VII 1929[2])
- płk art. Karol Schrötter (od 1929)
- płk art. Rudolf Niemira (XI 1935 – VIII 1938)
- płk dypl. dr Stanisław Künstler (do VIII 1939 → dowódca artylerii Armii „Prusy”)